# Trine Skei Grande
Trine Skei Grande (født 2. oktober 1969 i Overhalla) er en norsk politiker, der fra 2010 til 2020 var formand for Venstre, som hun har repræsenteret i Stortinget siden 2005. 17. januar 2018 blev hun kulturminister.
Grande begyndte sin politiske karriere som formand for Unge Venstre i Nord-Trøndelag 1987–1989 og som landsledelsesmedlem i Unge Venstre 1989-1991. Hun var desuden leder af Norges Venstrekvinnelag 1990–1992, formand for Venstre i Oslo 1997-2000 og medlem af Venstres landsledelse 1990–2010; fra 2000 som næstformand. ´
Hun debuterede folkevalgt i 1991, da hun blev valgt til Nord-Trøndelag fylkesting, hvor hun sad til 1995. I 1997 blev hun medlem af Oslos bystyre; fra 2000-2001 var hun rådmand for kultur og uddannelse. Hun udtrådte af bystyret i 2003. Fra 2001 var hun stedfortræder i Stortinget, og fra 2005 indvalgt for Oslo. Hun har fra 2001 til 2005 og igen fra 2009 været partiets parlamentariske leder.